# Презумпція правомірності фактичного володіння
Презумпція правомірності фактичного володіння — презумпція відповідно до якої фактичне володіння майном вважається правомірним, якщо інше не випливає із закону або не встановлено рішенням суду. У випадку коли доведено факт володіння майном, то вважається доведеним і те, що це володіння здійснюється на законних підставах. 